# Municipio de Grays Creek
El municipio de Grays Creek (en inglés: Grays Creek Township) es un municipio ubicado en el  condado de Cumberland en el estado estadounidense de Carolina del Norte. En el año 2000 tenía una población de 7.866 habitantes.

## Geografía
El municipio de Grays Creek se encuentra ubicado en las coordenadas 34°53′36.32″N 78°51′33.45″O / 34.8934222, -78.8592917.